# Hylodesmum leptopus
Hylodesmum leptopus är en ärtväxtart som först beskrevs av George Bentham, och fick sitt nu gällande namn av Hiroyoshi Ohashi och Robert Reid Mill. Hylodesmum leptopus ingår i släktet Hylodesmum och familjen ärtväxter. Inga underarter finns listade i Catalogue of Life.